# Ladainha
Ladainha é um município brasileiro no interior do estado de Minas Gerais, Região Sudeste do país. Sua população estimada em 2022 era de 14 383 habitantes.
Localizado no Vale do Mucuri, Ladainha chama a atenção pela exuberância de suas matas, excepcionalmente preservadas ao redor da cidade, pelas cachoeiras e pela enorme pedra conhecida como "Pedra de Ladainha", que se ergue da mata e é visível de todos os pontos da cidade. O município abriga, desde a retomada ocorrida no fim de 2006, uma reserva indígena maxacali, com cerca de 200 habitantes.
Outro atrativo da cidade é uma estrada vicinal que cruza as matas da região, oriunda do antigo leito da Estrada de Ferro Bahia e Minas, que atendeu a região entre os anos de 1924 e 1966 e teve importância essencial para o seu desenvolvimento. Dentre os resquícios da extinta ferrovia, a cidade mantém os antigos pontilhões de ferro, túneis e antigas estações ferroviárias preservadas.

## História
Desde o século XIX há registros de ocupação histórica das terras dos vales dos rios Jequitinhonha e Mucuri por povos indígenas, com destaque para a etnia Maxakali, território que compreende o contemporâneo município de Ladainha.
No final do século XIX, ocorreu o estabelecimento de um distrito pertencente a Teófilo Otoni, então com o nome de Sete Posses, pela lei municipal nº 47, de 12 de maio de 1894.
Em razão de conflitos com fazendeiros que se estabeleceram na região de Teófilo Otoni para colonizá-la contando com o incentivo do Governo Brasileiro, no ínicio do século XX, os indígenas foram expulsos da área e reunidos em aldeamentos pelo Serviço de Proteção ao Índio (SPI) que, foram objeto de novos conflitos pelos fazendeiros que avançavam sobre as terras dos aldeamentos até que, na década de 1940, foram feitas as primeiras demarcações de terra indígena para os Maxacali ficaram em duas áreas (Pradinho e Água Boa) situadas fora do município de Ladainha.
Enquanto isso, nesse mesmo começo de século XX, o núcleo populacional estabelecido pela Colonização começou a crescer e o então distrito de Sete Posses passou a se denominar Concórdia por meio da lei municipal nº 222, de 20 de janeiro de 1902, vindo a ganhar no final da década de 1920 a sua denominação atual de Ladainha por meio da lei estadual nº 1128, de 19 de outubro de 1929.
Pelo decreto-lei estadual nº 148, de 17 de dezembro de 1938, o então distrito de Ladainha passa a pertencer ao recém-criado município de Poté, mas emancipa-se pela lei nº 336, de 27 de dezembro de 1948, instalando-se em 1º de janeiro de 1949 constituído pelo Distrito-Sede. Pela lei nº 1039, de 12 de dezembro de 1953, é criado o distrito de Concórdia do Mucuri.
Ladainha sofreu um forte prejuízo econômico na década seguinte com a decisão do Governo Militar de desativar a Estrada de Ferro Bahia-Minas que passava pelo município. Assim, em 1966, o Governo Federou desativou e estrada, inclusive arrancando os trilhos o que levou a região a uma decadência econômica.

## Geografia
De acordo com a divisão regional vigente desde 2017, instituída pelo IBGE, o município pertence às Regiões Geográficas Intermediária e Imediata de Teófilo Otoni. Até então, com a vigência das divisões em microrregiões e mesorregiões, fazia parte da microrregião de Teófilo Otoni, que por sua vez estava incluída na mesorregião do Vale do Mucuri.

## Organização Político-Administrativa
Sendo um município do Brasil, Ladainha é administrada por dois poderes, o executivo e o legislativo, independentes e harmônicos entre si. O primeiro é representado pelo prefeito, auxiliado pelo seu gabinete de secretários e eleito pelo voto popular para um mandato de quatro anos, sendo permitida uma única reeleição para mais um mandato consecutivo, enquanto que o segundo é representado pela Câmara Municipal de Ladainha, órgão colegiado de representação dos munícipes que é composto por 11 vereadores também eleitos por sufrágio universal.
As atuais autoridades que ocupam cargos da organização político-administrativa de Ladainha são as seguintes (data: 13 de janeiro de 2024):
- Prefeito: Kalid Nedir Maikel "Reled" - PSB (2021/-)[13]
- Vice-prefeito: Ronan Jardim Cesar - PSC (2021/-)[13]
- Presidente da Câmara: Daniel Silva Lopes - PP (2023/-)[14]